# Shikoku
Pour les articles homonymes, voir Shikoku (homonymie).
Shikoku (四国) est l'une des quatre grandes îles du Japon avec Honshū, Hokkaidō et Kyūshū. Elles forment, avec les archipels Nansei et Nanpō, l'archipel japonais.

## Toponymie
Le toponyme « 四国 » (« Shikoku ») est composé de deux sinogrammes japonais. Le premier, « 四 » (« shi »), signifie « quatre » et le second, « 国 » (« koku »), « pays ». Avant l'ère Meiji (1868-1912), l'île de Shikoku était divisée en quatre provinces : Awa, Tosa, Sanuki et Iyo. Celles-ci sont devenues des préfectures.

## Géographie
L'île de Shikoku est située en mer des Philippines, à sa limite avec la mer intérieure de Seto, et couvre  une superficie de 18 804 km2. Sa population est estimée à 4,5 millions d'habitants. Le point culminant de l'île est le mont Ishizuchi dans la préfecture d'Ehime.
À l'inverse des trois autres grandes îles du Japon, Shikoku ne contient aucun volcan.

### Préfectures
- Préfecture d'Ehime, capitale Matsuyama
- Préfecture de Kagawa, capitale Takamatsu
- Préfecture de Kōchi, capitale Kōchi
- Préfecture de Tokushima, capitale Tokushima

### Villes importantes
- Imabari
- Kōchi
- Matsuyama
- Saijō
- Takamatsu
- Tokushima

## Transport
Trois autoroutes relient  Shikoku à Honshū :
- l'autoroute de Kobe-Awaji-Naruto ;
- l'autoroute de Seto-Chūō ;
- l'autoroute de Nishiseto.

Shikoku a quatre aéroports régionaux : Tokushima, Takamatsu, Matsuyama et Kōchi. Ils desservent les villes de Tokyo, Osaka, Nagoya, Fukuoka ou encore Sapporo. Des vols internationaux existent également vers Séoul à partir de l'aéroport de Takamatsu et vers Séoul et Shanghai à partir de l'aéroport de Matsuyama.
Shikoku est la seule région japonaise qui ne bénéficie pas du Shinkansen, le train à grande vitesse japonais.

## Traditions
Shikoku est célèbre pour son très ancien pèlerinage dédié à Kōbō-Daishi qui consiste à faire le tour de l'île à pied et à s'arrêter dans 88 temples. Malgré un réseau de sentiers long de 1 170 km, il est effectué chaque année par un nombre important de Japonais, en plus ou moins deux mois.
Le festival Awa-odori a lieu dans la ville de Tokushima tous les ans, du 13 au 15 août.
Le festival Yosakoi a lieu dans la ville de Kōchi tous les ans du 9 au 12 août. Il s'agit d'un festival de musique et de danse au cœur de la ville.

## Autre signification
Le shikoku est une race de chien, encore appelée « chien de Kōchi », du nom de la préfecture de Kōchi d'où il est originaire.